# Amerikansk vattenskräppa
Amerikansk vattenskräppa (Rumex orbiculatus) är en slideväxtart som beskrevs av Asa Gray. Amerikansk vattenskräppa ingår i släktet skräppor, och familjen slideväxter. Arten har ej påträffats i Sverige. Inga underarter finns listade i Catalogue of Life.